# Capilla de San José (Toledo)
La capilla de San José es un edificio de la ciudad española de Toledo. Cuenta con el estatus de Bien de Interés Cultural.

## Descripción
Ubicada en el número 5 de la calle Núñez de Arce, en la ciudad de Toledo (Castilla-La Mancha), se trata de una construcción del siglo XVI, obra del arquitecto Nicolás de Vergara «El Mozo». Podría encuadrarse en un estilo renacentista. Los elementos que la componen están basados en las formas clásicas de la época grecorromana y cumplen una función más decorativa que constructiva, columnas adosadas en el interior con fustes sencillos, sin apenas ornamentación ni movimiento en su perfil, solo formas equilibradas que se manifiestan en la portada con las columnas que la flanquean. El arco de entrada y el remate en un frontón con tres bolas como acróteras. En el friso hay una sencilla inscripción que indica que el templo está dedicado a san José.
En contraste a las formas arquitectónicas clásicas, sobrias, en equilibrio, el edificio en su interior posee una gran riqueza ornamental, así como una cripta con enterramientos familiares. En la parte superior del inmueble destaca una galería de arcos de medio punto, que descansa sobre pilares que, a su vez, se hallan decorados con pilastras. Una espadaña corona todo el edificio y pone una nota religiosa a la fachada civil.
El 7 de noviembre de 1995, fue declarada Bien de Interés Cultural, con la categoría de monumento, en una resolución publicada el 1 de diciembre de ese mismo año en el Diario Oficial de Castilla-La Mancha.